# Ryan Palmen
R.F.I. (Ryan) Palmen (Heerlen, 12 november 1978) is een Nederlandse bestuurder en VVD-politicus. Sinds 1 april 2019 is hij burgemeester van Horst aan de Maas. 

## Biografie
In 2002 studeerde hij aan de Universiteit Maastricht af in fiscale economie. Daarna werkte hij als belastingadviseur. Eind 2003 werd hij namens de lokale partij Politieke Groepering Burgerbelangen Simpelveld (PGBS) wethouder in Simpelveld. Vanuit die functie was hij ook bestuurslid van de Reinigingsdiensten Rd4.
Op 15 april 2010 werd Palmen benoemd tot burgemeester van Hilvarenbeek. Ten tijde van die benoeming was hij 31 jaar en werd hij de jongste burgemeester van Nederland. Eind 2018 werd hij voorgedragen om burgemeester van Horst aan de Maas te worden. Op 1 april 2019 is hij door gouverneur Theo Bovens beëdigd en is hij aldaar geïnstalleerd.

## Persoonlijk
Palmen was gehuwd en kreeg 3 dochters. Nu heeft hij een nieuwe vriendin. 